# Fred Amata
Fred Amata es un actor, productor y director nigeriano.

## Carrera
Graduado en Artes Teatrales de la Universidad de Jos, Fred saltó a la fama en 1986 por su papel en la película titulada Legacy. Se desempeña como presidente del Gremio de Directores de Nigeria, desde el 27 de febrero de 2016.

## Filmografía seleccionada
- Legacy
- Mortal Inheritance[5]
- Light & Darkness
- My Love
- Keeping Faith: Is That Love?
- Black Mamba
- The Return
- Hand of God
- Dangerous Desire
- The London Boy
- A Kiss From Rose
- Wheel of Change
- Hidden Treasures
- Emotional Hazard
- Anini
- Fated
- She: You Must Obey
- She2: You Must Obey
- She3: You Must Obey
- Family Affair
- The Amazing Grace
- The Empire
- Letters to a Stranger
- Dear God
- Blindfold
- Freedom in Chain
- Black Gold
- Black November
- Road to Redemption

## Premios y nominaciones
| Año  | Ceremonia de premiación                      | Nominado           | Premio                   | Resultado |
| ---- | -------------------------------------------- | ------------------ | ------------------------ | --------- |
| 2006 | 2nd Africa Movie Academy Awards              | Fred Amata         | Mejor director           | Nominado  |
| 2006 | 2nd Africa Movie Academy Awards              | Anini              | Mejor película           | Nominado  |
| 2007 | 3er Premios de la Academia de Cine de África | Fred Amata         | Mejor actor secundario   | Nominado  |
| 2010 | VI Premios de la Academia de Cine de África  | Libertad en cadena | Mejor película nigeriana | Nominado  |